# Ottawa ankle rules

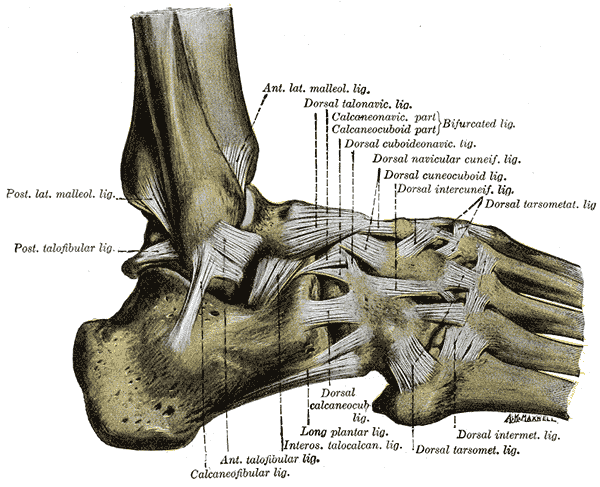
Ligamenten (pezen) van de enkel

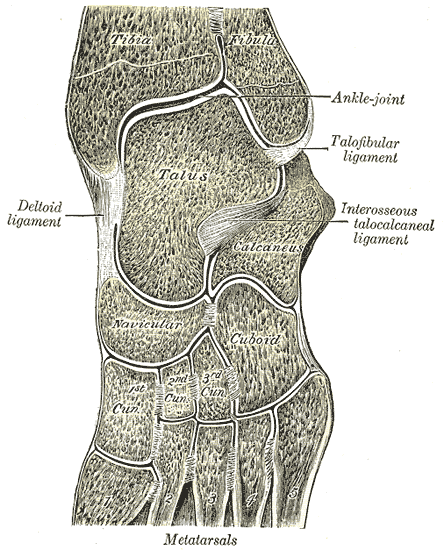
Frontale doorsnede door het enkelgewricht. Het gewricht bestaat uit de tibia, fibula en de talus.

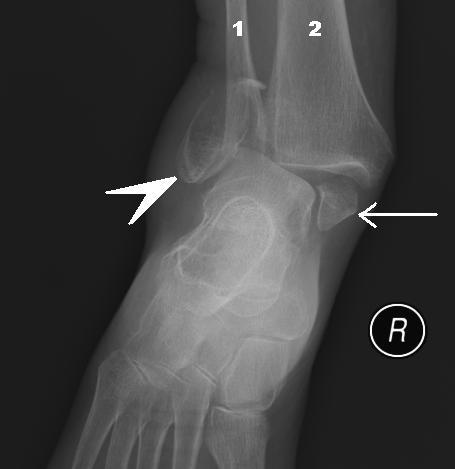
De Ottawa ankle rules helpen bij het terugdringen van onnodige röntgendiagnostiek. Hier is een bimalleolaire enkelfractuur te zien, waarbij zowel het onderste puntje van het scheenbeen als dat van het kuitbeen afgebroken is.

De Ottawa ankle rules zijn enkele richtlijnen voor artsen om te beslissen of bij een patiënt met een verstuikte enkel een röntgenfoto nodig is (om eventuele fracturen op te sporen). Voor de introductie van deze richtlijnen werd (in Noord-Amerika) van de meeste patiënten met een enkelletsel een röntgenfoto gemaakt. Deze röntgenfoto liet echter slechts in 15% van de gevallen een breuk zien. Deze overconsumptie van röntgendiagnostiek is duur, tijdrovend en niet geheel risicovrij, in verband met de benodigde straling.

## Richtlijnen
Röntgendiagnostiek is enkel geïndiceerd wanneer er sprake is van pijn in de malleoli of in de middenvoet en daarenboven een van volgende symptomen zich voordoet:
- Onvermogen de enkel te belasten (vier stappen te doen);
- Pijn bij palpatie van de distale 6 cm van de posterieure zijde van het scheenbeen of de knobbel van de binnenenkel;
- Pijn bij palpatie van de distale 6 cm van de posterieure zijde van het kuitbeen of het uiteinde van de buitenste enkelknobbel;
- Pijn bij palpatie van de basis van het voetwortelbeentje van de kleine teen;
- Pijn bij palpatie van het os naviculare.

Bij enkele groepen is het gebruik van de Ottawa ankle rules niet gevalideerd:
- Kinderen (onder 18 jaar);
- Zwangere vrouwen;
- Patiënten die niet goed beoordeelbaar zijn (bv. verlaagd bewustzijn bij hoofdtrauma of intoxicatie).

## Mnemotechnischhulpmiddel: 44-55-66-PM[1].
- Kan geen 4 stappen zetten onmiddellijk
- Kan geen 4 stappen zetten in de spoedafdeling

OF
- Pijn ter hoogte van de metatarsaal 5
- Pijn ter hoogte van de 5 caphoid (Os Navicularis)

OF
- Gevoeligheid ter hoogte van de 6 cm lange Posterieure rand van de laterale Malleolus
- Gevoeligheid ter hoogte van de 6 cm lange Posterieure rand van de mediale Malleolus

## Gebruik
Bij het gebruik van de Ottawa ankle rules is de kans op het missen van een fractuur (fout-negatief) zeer laag. In het originele onderzoek werd een sensitiviteit van 100% gevonden. Het gebruik van röntgendiagnostische onderzoeken werd met 35% teruggedrongen door middel van het gebruik van de Ottawa ankle rules. De sensitiviteit drukt de kans uit op een positief testresultaat als de (te testen) conditie aanwezig is; de sensitiviteit van de Ottawa ankle rules wijst er dus op dat een patiënt met een enkelfractuur in (bijna) alle gevallen (100%) opgemerkt wordt door een positief resultaat op de test. In een tweede onderzoek dat uitgevoerd werd op een groter patiëntenaantal werden deze resultaten bevestigd.

## Generalisatie naar andere gewrichten
De originele maatstaven zijn uitsluitend ontwikkeld voor het gebruik bij enkel- en voetletsels. Soortgelijke richtlijnen zijn echter ontwikkeld voor andere kwetsuren (zoals bijvoorbeeld knieletsels).